# Средний Утяш
Средний Утяш (баш. Урта Үтәш) — деревня в Гафурийском районе Республики Башкортостан Российской Федерации. Входит в состав Зилим-Карановского сельсовета.

## География
Деревня находится на берегу реки Белая.

### Географическое положение
Расстояние до:
- районного центра (Красноусольский): 46 км,
- центра сельсовета (Зилим-Караново): 10 км,
- ближайшей ж/д станции (Белое Озеро): 67 км.

## Население
| 2002 | 2009 | 2010 |
| ---- | ---- | ---- |
| 73   | ↘67  | ↘56  |

### Национальный состав
Согласно переписи 2002 года, преобладающая национальность — башкиры (95 %).